# Serincia metallica
Serincia metallica är en fjärilsart som beskrevs av Dyar 1914. Serincia metallica ingår i släktet Serincia och familjen björnspinnare. Inga underarter finns listade i Catalogue of Life.